# Hans Ziglarski
Hans Ziglarski (* 16. Oktober 1905 in Białystok; † 12. Februar 1975) war ein deutscher Amateurboxer.
Ziglarski wurde 1928 Deutscher Meister im Bantamgewicht und wurde daraufhin als deutscher Vertreter in dieser Gewichtsklasse zu den Olympischen Spielen 1928 in Amsterdam entsandt. Dies waren die ersten Olympischen Spiele, bei denen deutsche Boxer antraten. Ziglarski verlor allerdings bereits seinen ersten Kampf gegen den Kanadier Vincent Glionna.
Erfolgreicher verlief seine Teilnahme an den Olympischen Spielen 1932 in Los Angeles: Mit Siegen über den Franzosen Paul Nicolas und den US-Amerikaner Joseph Lang konnte er sich für das Finale qualifizieren. Dort traf er auf den Kanadier Horace Gwynne. Ziglarski musste in der zweiten Runde zu Boden und verlor den Kampf schließlich nach Punkten. Der erreichte zweite Platz und die damit verbundene olympische Silbermedaille bedeuteten für ihn als bestplatzierten Europäer zugleich den Europameistertitel.